# Поощрительный метод дрессировки
Поощрительный, или безболевой, метод дрессировки — метод цирковой дрессуры, в ходе которого оригинальное поведение циркового животного закрепляется дачей ему корма и ласковым обращением, в отличие от основанного на страхе укрощения.

## История
Впервые данная формулировка была использована в цирке коллегами Карла Хагенбека в рамках организованной ими «новой цирковой школы». Новая школа пропагандировала гуманные принципы отношения к животным и противопоставляла себя «старой системе», в которой имела место дрессура с помощью насилия. В принципах Новой школы дрессура была представлена как комплексный зоопсихологический процесс, в ходе которого с животным работали как с настоящей индивидуальностью. Новая школа отвергла силовое принуждение животного, пропагандируя внимание, уважение к питомцу, долгую кропотливую работу с ним .
Практически в то же время в России принципы безболевой дрессировки развивал артист Владимир Леонидович Дуров. На основе открытий Сеченова и Павлова он выявил чрезвычайную эффективность работы с животными по принципу кормления, а не принуждения. Именно Дуров окончательно доработал и ввел в практику метод безболевой дрессировки, связанной с условными и безусловными рефлексами академика Ивана Павлова. Свои открытия Дуров описал в книге "Дрессировка животных".

## Результаты
Практические результаты безболевого метода громадны: таким образом от животных удается добиться самых сложных и разнообразных трюков, стимулировать их работать по своей воле, синхронно с другими животными и дрессировщиком. С помощью безболевого метода впервые в истории были созданы цирковые номера с пеликанами, ранее считавшимися не поддающимися дрессуре.

## Современное применение
На сегодняшний день безболевая дрессировка является ключевым принципом циркового искусства. Многие цирки пропагандируют именно этот принцип дрессуры. К примеру, Национальный цирк Украины летом 2013 года инициировал масштабную кампанию, направленную на популяризацию добропорядочного отношения к животным. По заявлению Людмилы Алексеевны Шевченко, генерального директора и художественного руководителя Национального цирка Украины, если дрессировщик применяет насилие над животными, Цирк немедленно отказывается от его услуг.
Знаменитый артист цирка Юрий Дмитриевич Куклачев является приверженцем именно этого метода дрессуры. По мнению знаменитого специалиста, чтобы научить кошку делать те или иные трюки, необходимо поиграть с ней, увидеть её особенности и таланты, а затем длительное время развивать их с помощью ласки и поощрения.